# Thomas Onslow, 2. Baron Onslow

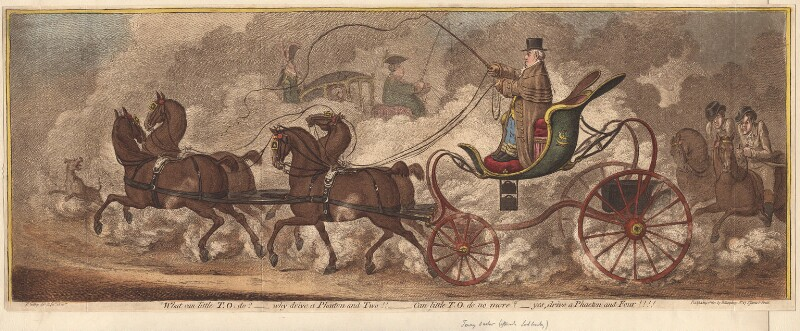
Thomas Onslow, 2. Baron Onslow, gemalt von James Gillray (1801)

Thomas Onslow, 2. Baron Onslow (* vor 27. November 1679; † 5. Juni 1740) war ein englisch-britischer Adliger und Politiker.

## Leben

### Familie und Titel
Onslow wurde als erster und einziger Sohn von Richard Onslow, 1. Baron Onslow und dessen Frau Elisabeth Tulse geboren. Er hatte eine ältere und eine jüngere Schwester. Getauft wurde er am 27. November 1679 in der St. Margaret’s Church in der City of London. Mit Vertrag vom 17. November 1708 heiratete er Elizabeth Knight, die Tochter eines jamaikanischen Kaufmanns. Beim Tod seines Vaters erbte er dessen Adelstitel als 2. Baron Onslow und 3. Baronet, of West Clandon, sowie dessen Ländereien in Shropshire und Surrey. Auf seinem Anwesen Clandon Park in Surrey ließ er um 1730 das Herrenhaus Clandon Park House als seinen neuen Familiensitz errichten. Aus seiner Ehe hatte er einen Sohn, Richard Onslow (1713–1776), der ihn 1740 beerbte.

### Werdegang
Seine politische Karriere begann Onslow 1702, als er erstmals ins House of Commons gewählt wurde. Er gehörte der Partei der Whigs an und war von 1702 bis 1705 Abgeordneter für das Pocket Borough Gatton in Surrey und von 1705 bis 1708 für das Borough Chichester in Sussex. 1708 war er kurzzeitig Abgeordneter für das Borough Haslemere in Surrey, von 1708 bis 1715 für das Borough Bletchingley in Surrey und von 1713 bis 1714 erneut für Haslemere. Von 1715 bis 1717 war er als Knight of the Shire Abgeordneter für das County Surrey. Als er 1717 die Peerwürde seines Vaters erbte, erhielt er dadurch einen Sitz im House of Lords und schied aus dem House of Commons aus.
Neben seiner Tätigkeit als Abgeordneter hatte Onslow auch zahlreiche öffentliche Ämter inne. So wurde er 1715 als Out-Ranger of Windsor Forest mit der Pflege des Wilds im königlichen Park von Windsor betraut. 1717 verlieh ihm die University of Cambridge den Doktorgrad. Zudem übernahm er den Posten des Lord Lieutenant von Surrey und war 1737 der erste Custos rotulorum dieser Grafschaft. 1718 wurde er zum Teller of the Exchequer auf Lebenszeit ernannt.
Onslow engagierte sich auch unternehmerisch. Er gehörte zu den Mitbegründern des Versicherungsunternehmens Onslow’s Insurance, das später in die Royal Exchange Assurance Corporation aufging.